# 한효주
한효주(한국 한자: 韓孝周, 1987년 2월 22일 ~ )는 대한민국의 배우이다.

## 학력
- 1999년 덕성초등학교 (졸업)
- 2002년 율량중학교 (졸업)
- 2004년 청주여자고등학교 (전학) → 2005년 불곡고등학교 (졸업)
- 2010년 동국대학교 연극영화학과 (05학번) (졸업)

## 성장 과정
한효주는 1987년 2월 22일 충청북도 청주시 율량동에서 태어났다. 그녀의 부친은 예비역 대한민국 공군 중령 출신이다. 그녀의 형제로는 남동생이 있다. 출생 당시 이름은 한지영이었으나, 초등학교 3학년때 현재 이름으로 개명하였다.
한효주는 빠른년생으로 7살 때 학교를 1년 일찍 입학했고, 초등학교를 다닐 당시 꿈이 다양했는데 시인, 화가, 선생님, 조련사, 수의사가 되고 싶었다고 한다. 이후 청주 율량중학교를 졸업하고 청주여자고등학교에 입학했다가 성남시 분당구 소재의 불곡고등학교로 전학했다. 고등학교 시절에는 인문계로 진학했었는데, 이 때문에 잠시 선생님이 목표였었고 영화 감독에 대한 꿈도 있었다. 2003년 2월 22일, 고등학교 1학년 겨울방학때 미스 빙그레 선발대회에서 대상을 수상하며 연예계 데뷔를 준비를 했다.
불곡고등학교를 졸업한 후에는 2005년 3월 동국대학교 예술대학 연극영화학과에 입학하였다.

## 경력

### 초기 경력: 2005-2008
한효주는 2003년 미스 빙그레 선발대회에서 대상을 수상한 이후, 이듬해 2004년 심플리 선데이의 〈사랑해요〉 뮤직비디오에 출연했다. 2005년 청춘 시트콤 《논스톱 5》에 당시 처음에는 게스트 출연이었지만, 신비롭고 순수한 이미지가 호평받아 중반 167화부터 고정 투입 되면서 얼굴을 알리기 시작했다. 같은 해 온게임넷 《한판뜨자 건스터 최강전》의 진행과 예능 프로그램 《일요일이 좋다 - X맨》, 《실제상황 토요일 - 연애편지》 등에 출연하며 꾸준히 얼굴을 비췄고, 포지션의 〈그대가 이 세상에 있는 것만으로도〉, 에픽하이의 〈Paris〉, U의 〈이별은〉 뮤직 비디오에 출연했다. 2005년 11월 27일부터 2006년 4월 16일까지 가수 앤디와 음악 프로그램《인기가요》 진행을 맡았다. 2006년 1월에 개봉된 영화 《투사부일체》에서 권력층에 연결돼 성적 조작 등의 비리를 저지르는 남자 교사와 부적절한 관계를 맺는 여고생 유미정 역으로 스크린에 데뷔했다. 이후 한효주는 드라마 《봄의 왈츠》에서 여주인공 박은영 역을 맡아 첫 주연을 맡았다. 이 작품은 한류 문화의 주역인 윤석호 PD의 《가을동화》, 《겨울연가》, 《여름향기》를 잇는 계절 시리즈 마지막 작품이자 오스트리아 등 유럽 로케 촬영, 파격적인 신인 캐스팅으로 국내외의 폭발적인 기대와 관심에도 불구하고 한자리수 시청률을 기록해 흥행면에선 참담한 실패를 했다. 흥행면에선 실패했지만 한효주의 연기자로서의 존재감은 확실하게 강인시켰고, 한효주의 청순하면서도 맑은 이미지라는 긍정적인 이미지도 조형했다. 같은 해, 11월 개봉된 이윤기 감독의 독립 영화 《아주 특별한 손님》에서 불안하고 외로운 20대 여성 보경 역을 연기해, 제26회 한국영화평론가협회상 신인여우상과 제20회 싱가포르 국제영화제에서 여우주연상을 수상했다.
한효주는 2007년 방송된 드라마 《하늘만큼 땅만큼》에서 여주인공 석지수 역을 맡아 40%대의 높은 시청률을 기록하는 성과를 이뤘으며, 밝은 캐릭터를 구축하며 연기의 폭도 넓혔다. 인터뷰를 통해 “‘봄의 왈츠’에 최선을 다했지만 시청률이 좋지 않아 의기소침했는데 ‘하늘만큼 땅만큼’이 시청률이 높아 연기자로서 자신감도 생겼다”고 말했다. KBS 연기대상 여자인기상과 베스트커플상을 수상했다. 한효주는 이듬해, 2008년 퓨전 사극 《일지매》에서 조선 최초로 여관사업을 하는 지적이고 총명한 여성 변은채 역을 맡아 첫 사극에 출연했다. 이 작품은 최고 31%의 높은 시청률을 기록하며 큰 인기를 끌었고, 한효주는 시트콤, 미니시리즈, 일일극에 이어 사극까지 활동영역을 넓혀 성공을 했으며 다양한 장르를 소화할 수 있는 기반을 다졌다. SBS 연기대상 뉴스타상을 수상했다. 같은 해 8월에는, 임성운 감독의 독립영화 《달려라 자전거》에 출연하였다. 이윤기 감독의 영화 《멋진 하루》에 목소리로 특별 출연했다.

### 2009-2012: 《찬란한 유산》과 《동이》 차세대 여배우로서 주목 및 성공

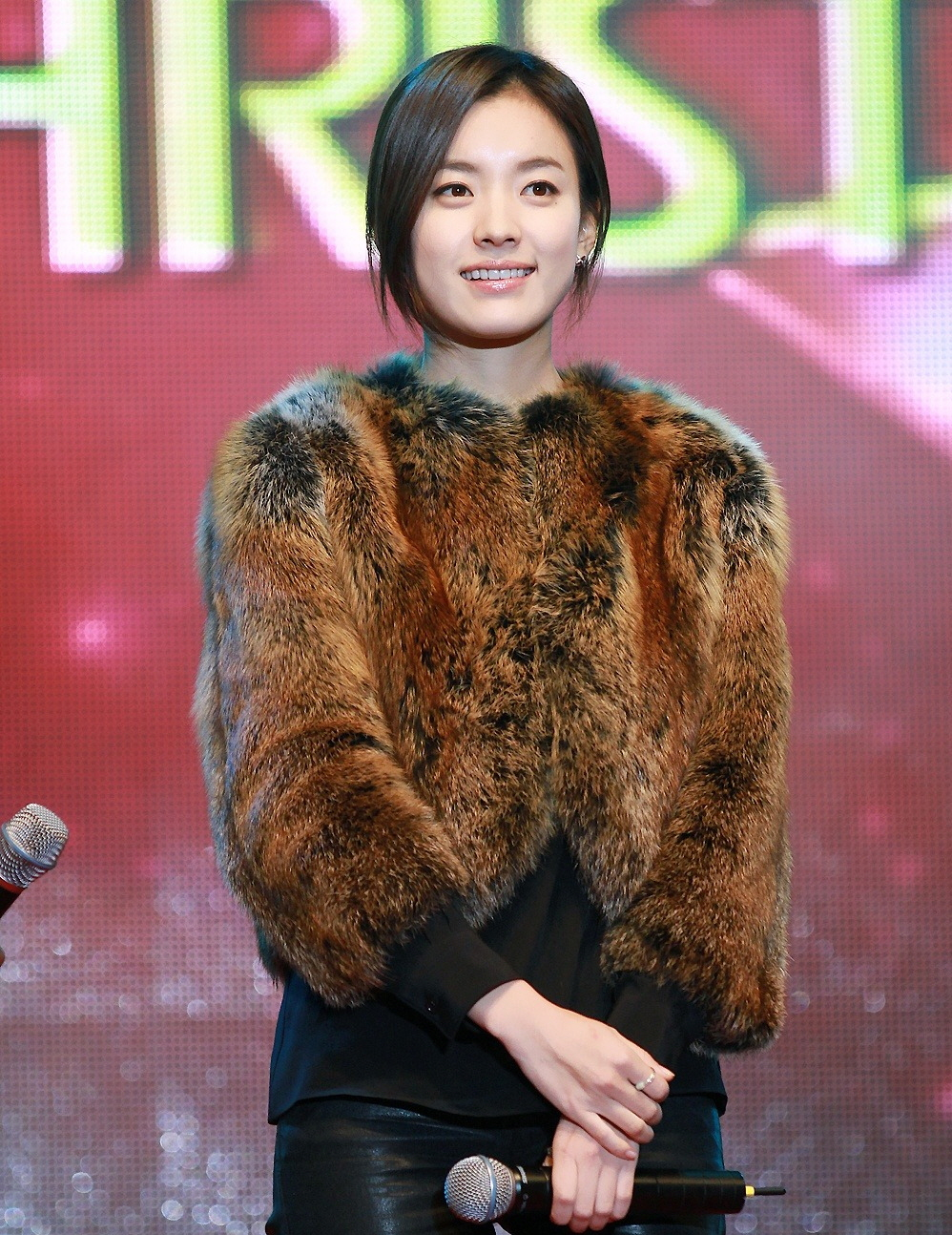
2010년 12월 17일, 롯데월드 프리크리스마스 행사에서 한효주

한효주는 2009년, 드라마 《찬란한 유산》에서 화려하게 아름답진 않지만 들꽃 같은 해맑은 매력을 가진 고은성 역을 맡아 1년여만에 브라운관에 복귀하였다. 이 작품은 최고 시청률 45.2%를 기록하며 큰 인기를 누렸고, 한효주는 그동안 부족한 점으로 지적됐던 내면연기도 보완하며 연기자로서 찬사를 받았다. 연기전문학원인 본스타트레이닝센터의 홍기선 부원장은 "드라마의 배역하고 한효주의 이미지가 잘 매칭이 된다. 거기에다가 대사는 물론이고 표정 연기도 뛰어났다"고 호평했다. 한효주는 SBS 연기대상 특별기획부문 여자우수연기상, 베스트커플상 등 3관왕을 수상했다. 같은 해, 11월에는 한일 합작의 드라마 형식의 영화 《천국의 우편배달부》에 출연했다.

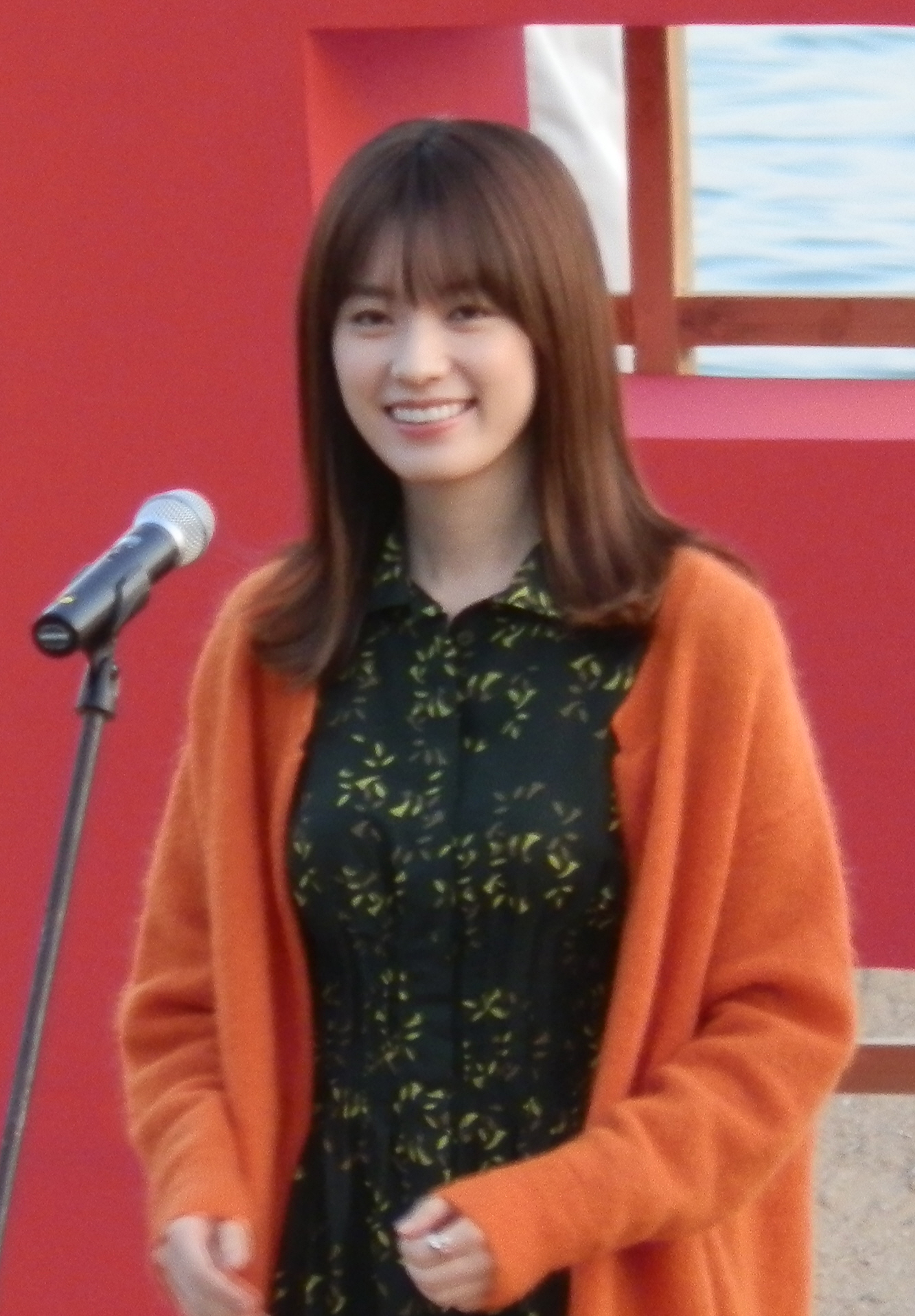
2011년 부산국제영화제 야외무대인사에서 한효주

2010년, 한효주는 사극의 거장 이병훈 PD의 대하 사극 《동이》에서 타이틀롤 동이 역을 맡아 천민의 딸로 태어나 왕의 어머니로 성장한 여인 동이의 파란만장한 일대기를 연기했다. 극 초반에 대사 처리와 호흡이 사극과 어울리지 않는다는 연기에 대한 지적은 후반부로 갈수록 호평으로 바뀌었고, 60부 사극의 원톱 주연으로서의 존재감을 드러내며, 다양한 캐릭터 연기의 가능성을 입증했다. 이 작품은 20% 후반대의 높은 시청률을 기록하며, 제47회 백상예술대상 TV부문 여자최우수연기상과 제4회 코리아드라마어워즈 여자주연상, MBC 연기대상에서 여자인기상과 ‘역전의 여왕’의 김남주와 공동 대상을 수상하며 생애 첫 대상을 수상하는 쾌거를 이뤘다.
2011년, 한효주는 송일곤 감독의 멜로 영화 《오직 그대만》에서 하정화 역을 맡아 생애 첫 시각장애인 연기를 했다. 영화는 제16회 부산국제영화제 개막작으로 선정되어 첫 상영하였다. 한효주는 2011년 10월, 일본 매니지먼트 FLaMme와 전속 계약을 맺었다. 이듬 해, 2012년에는 추창민 감독의 사극 영화 《광해, 왕이 된 남자》에서 문성군부인 유씨 역을 맡아, 이병헌, 류승룡, 장광과 호연을 했다. 
영화는 전국 관객수 1,200만 명의 관객수를 동원하며 일곱 번째 천만 영화로 기록되었다. 한효주는 이후 멜로 영화 《반창꼬》에서 119 구조대의 의용대원으로 일하게 된 자유분방한 왈가닥 여의사 고미수 역을 연기했다. 영화는 전국 관객수 247만명을 기록하며 호평을 받았다.

### 2013-2016: 《감시자들》과 《뷰티 인사이드》, 톱여배우로 자리매김하다
한효주는 2013년 조의석, 김병서 감독의 범죄 스릴러 영화 《감시자들》에서 한번 본 것은 잊지 않는 천부적인 기억력과 관찰력을 가진 경찰 내 특수 조직 ‘감시반’의 신참 경찰 하윤주 역을 연기하며, 설경구, 정우성, 진경, 이준호와 공연했다.
영화는 '감시 전문가'라는 신선한 소재를 통한 긴장감의 추적 액션을 그리며, 배우들의 앙상블 연기와 탄탄한 스토리로 웰메이드 범죄 액션 영화로 호평을 받았으며, 한효주는 그간의 단아하고 여성스러운 이미지를 벗고 생애 첫 액션 연기를 선보이는 등 외모부터 털털하고 시크한 모습으로 처음에는 사소한 실수들로 황반장의 지적을 받는 신입의 모습을 보이지만, 점차 날카롭고 지적인 매력을 갖춘 하윤주를 매력있게 그려내며 평단의 찬사를 받았다. 영화는 전국 550만의 관객수를 기록하며 흥행했으며, 그녀는 이 작품으로 제34회 청룡영화상, 제22회 부일영화상에서 첫 여우주연상을 수상하는 쾌거를 이뤘다.

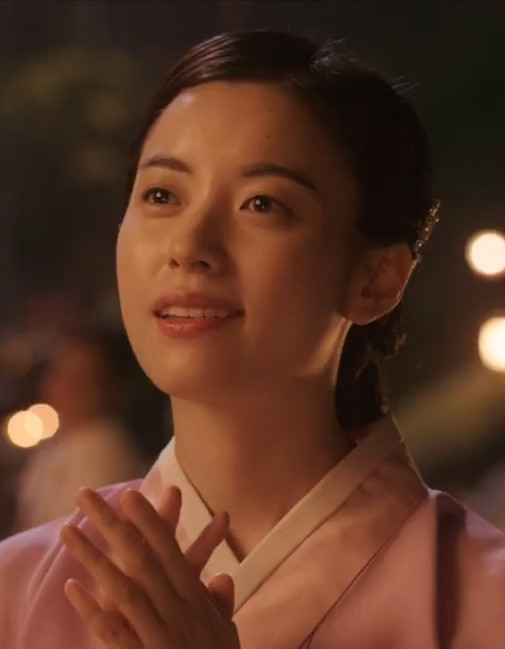
영화 《해어화》에서 한효주

2014년, 한효주는 단편 영화 《묘향산관》에 노개런티로 출연했다. 같은 해 11월, 일본에서 개봉된 이누도 잇신 감독의 영화 《미라클 데비쿠로 군의 사랑과 마법》으로 처음 일본 영화에 출연하며, 아이바 마사키, 이쿠타 토마, 에이쿠라 나나와 공연했다. 국내에는 1년 뒤인 2015년 12월에 ‘서툴지만, 사랑’이라는 제목으로 개봉되었다. 다음 해 2015년, 한효주는 김현석의 로맨스 영화 《쎄시봉》에서 40대 민자영을 연기하는 김희애와 더블 캐스팅 되며 20대 민자영 역을 연기했다. 영화는 젊음의 거리 무교동을 주름잡던 음악감상실 쎄시봉과 모두의 마음을 사로잡은 단 한명의 뮤즈 그리고 첫사랑의 기억을 그린 작품으로 전국 170만의 관객수를 기록했다. 그 해 8월 개봉한 백종열 감독의 판타지 로맨스 영화 《뷰티 인사이드》에서 123인 1역의 연인 김우진과 사랑에 빠지는 여주인공 홍이수 역을 연기했다.
 영화는 인텔&도시바 합작 소셜 필름 'The Beauty Inside'를 원작으로 하고 있으며, 한효주는 이 역할로 영화에 등장하는 김우진을 연기하는 배우 21명과 감정 연기를 해야했지만 무리없이 소화해내며 웰메이드 로맨스 영화로 완성해냈다. 영화는 전국 205만 관객수를 동원하며 2015년 최고 로맨스 영화로 기록되었다.

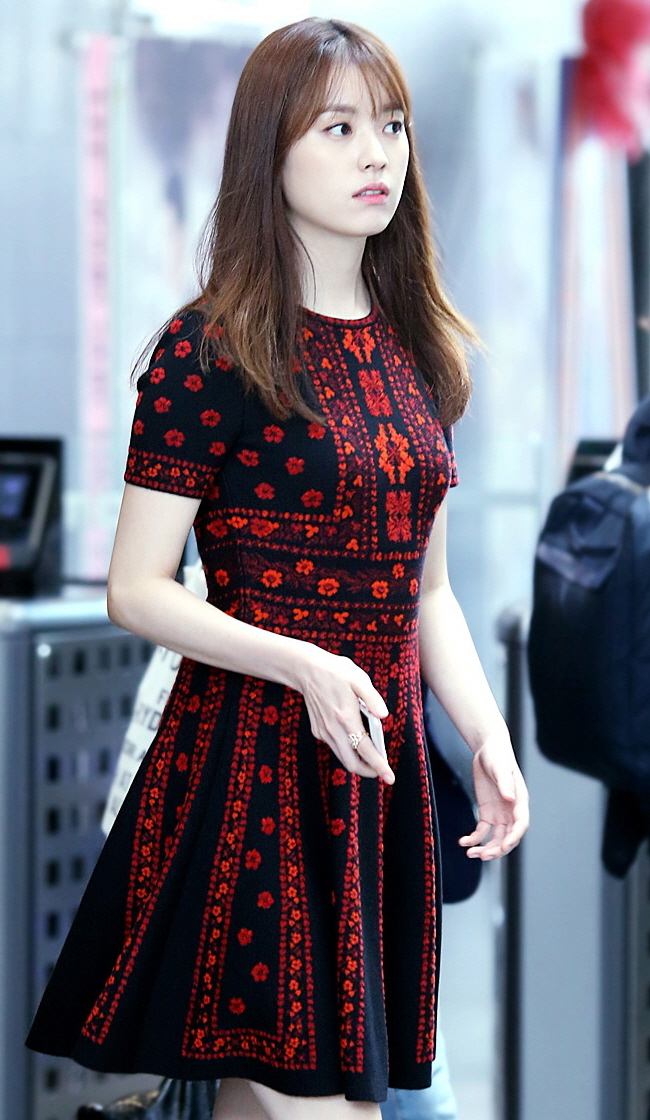
2016년 7월 18일 드라마 《W》 제작발표회에서 한효주.

2016년, 한효주는 1940년대를 다룬 시대극 영화 《해어화》에서 경성 제일의 대성권번에서도 미모와 가창력으로 따를 자가 없는 인물로 정가의 명인이며 우아하고 맑은 성품을 지닌 여성 정소율 역을 연기했다. 영화는 1943년 경성 제일의 마지막 기생학교 '대성권번'을 배경으로, 대표 예인 정소율과 아버지가 진 빚 때문에 권번으로 들어온 연희(천우희 분)가 당대 최고의 작곡가 김윤우(유연석 분)를 사이에 두고 사랑, 그리고 노래에 대한 인정을 받기 위해 변해가는 모습을 담은 작품이다. 같은 해, 그녀는 드라마 《W - 두 개의 세계》로 지난 2010년 방영된 드라마 《동이》 이후 6년여만에 브라운관에 복귀하였고, 스크린 활동에 주력해 온 한효주의 복귀작으로 주목을 받았다. 한효주는 이 작품에서 우연히 인기절정 '웹툰 W'에 빨려 들어가는 현실세계의 초짜 여의사 오연주 역을 연기했다. 한효주는 현실 세계에서 웹툰 세계를 오가는 누구도 상상할 수 없는 경험을 하는 혼란스러우면서도 어쩔 줄 몰라 하는 오연주의 모습을 자신만의 색으로 소화해 내며 호평을 받아, MBC 연기대상 미니시리즈부문 여자최우수연기상, 제5회 아시아태평양 스타 어워즈 중편드라마부문 여자최우수연기상을 수상했다.

### 2017-현재
2016년 12월 말, 한효주는 다음 작품으로 일본 작가 이사카 코타로의 동명 소설을 원작으로 한 노동석 감독의 스릴러 영화 《골든 슬럼버》에서 57분 교통 정보 리포터 선영 역에 캐스팅 되었다. 영화는 거대한 권력에 의해 암살범으로 지목된 후 온 세상에 쫓기게 된 평범한 남자의 이야기를 그린 작품으로 강동원, 김의성, 김성균, 김대명과 공연했다. 2017년 7월에는 김지운 감독의 영화 《인랑》에 캐스팅 되었다. 영화는 근 미래, 남북한이 7년의 준비기간을 거치는 통일을 선포한 가운데, 반통일 무장 테러단체 섹트와 이에 대응하기 위한 새로운 경찰조직인 특기대, 그리고 통일정책에 반대하는 강력한 권력기관인 공안부 사이에서 벌어지는 숨막히는 암투와 격돌을 그리는 작품으로, 한효주는 죽은 섹트 소녀의 언니로 임중경의 마음에 동요를 불러오는 이윤희 역을 연기했다. 2018년 7월 25일에 개봉했다. 2019년 미국 드라마 《트레드스톤》에서 베일에 싸여 있던 자신의 과거를 알게 되면서 가족을 지키려고 어려운 선택을 해야 하는 소윤 역으로 출연했다.

## 논란
- 2010년 MBC 연기대상을 대선배인 김남주와 공동 수상했는데 한효주는 11년이나 선배인 김남주를 상대로 기싸움을 벌여 논란이 되었다.[50]